# Vattendrag i Kina
Området Kina inrymmer många stora vattendrag.

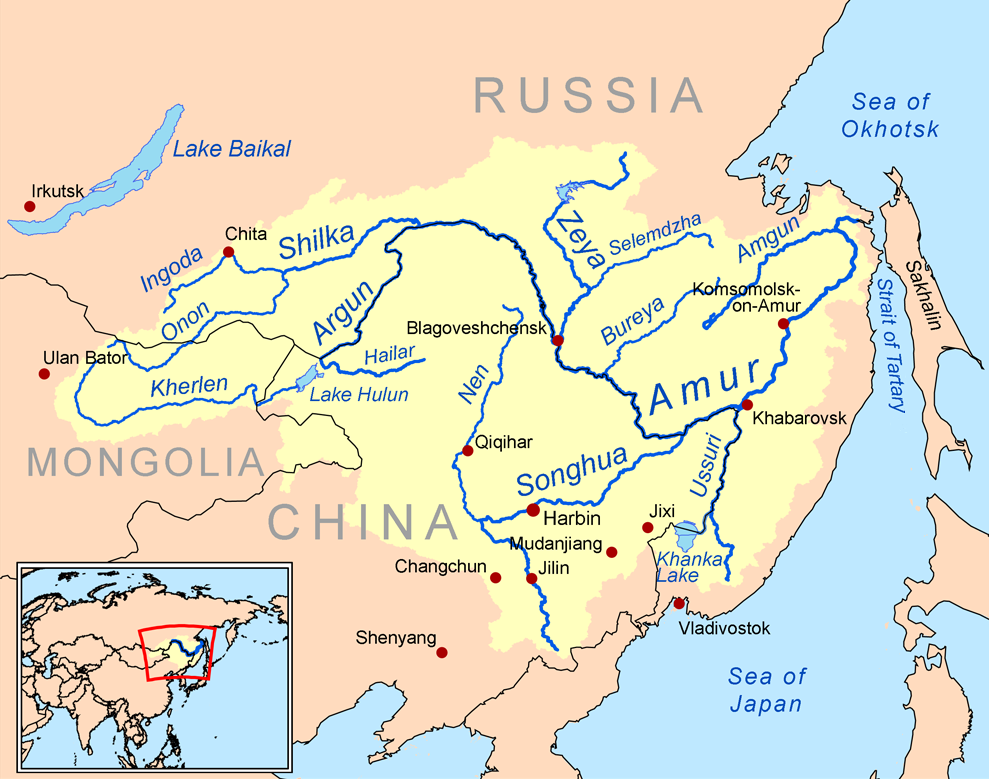
Amurflodens avrinningsområde.

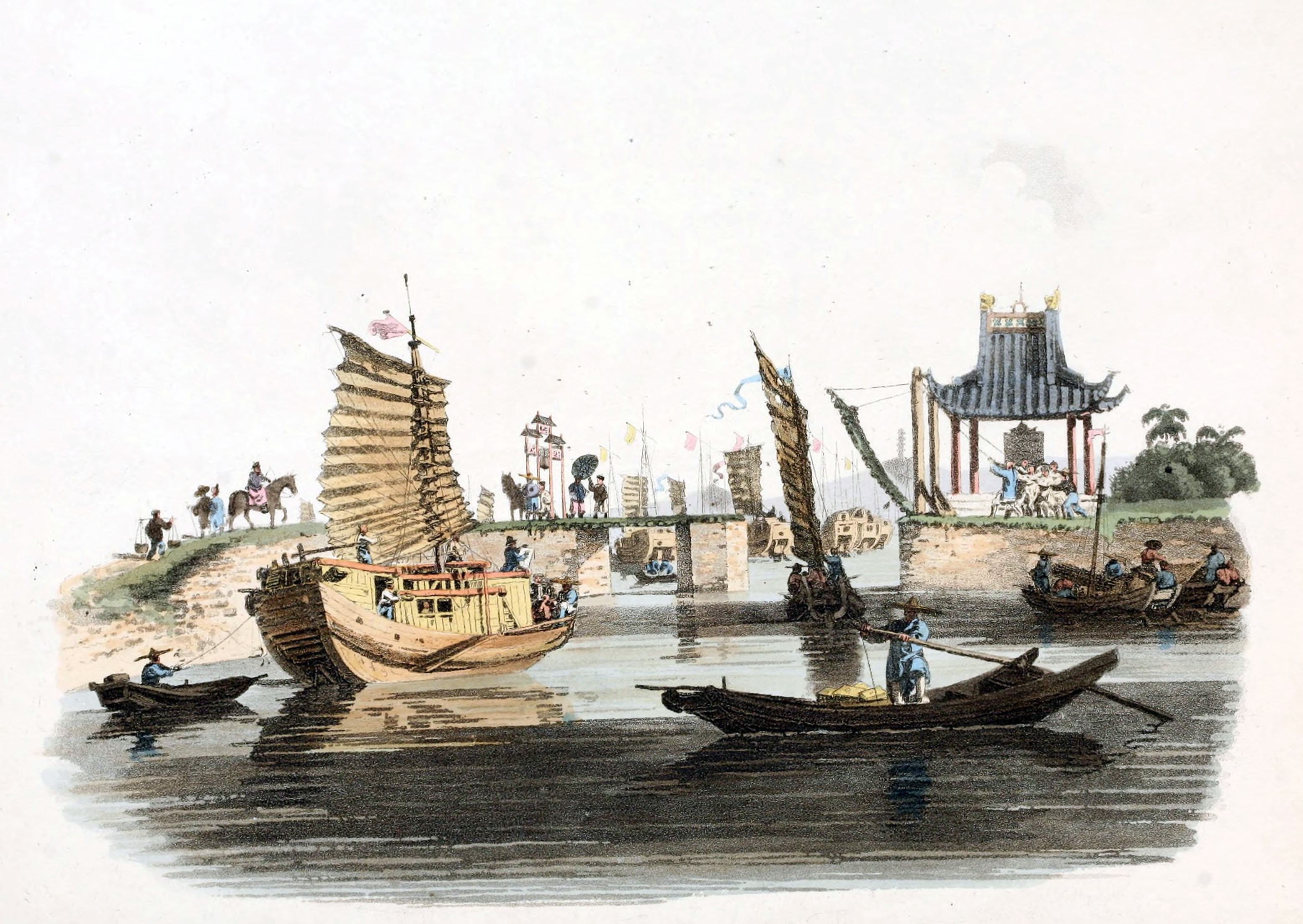
Slusstrafik, målat av William Alexander omkring år 1800.

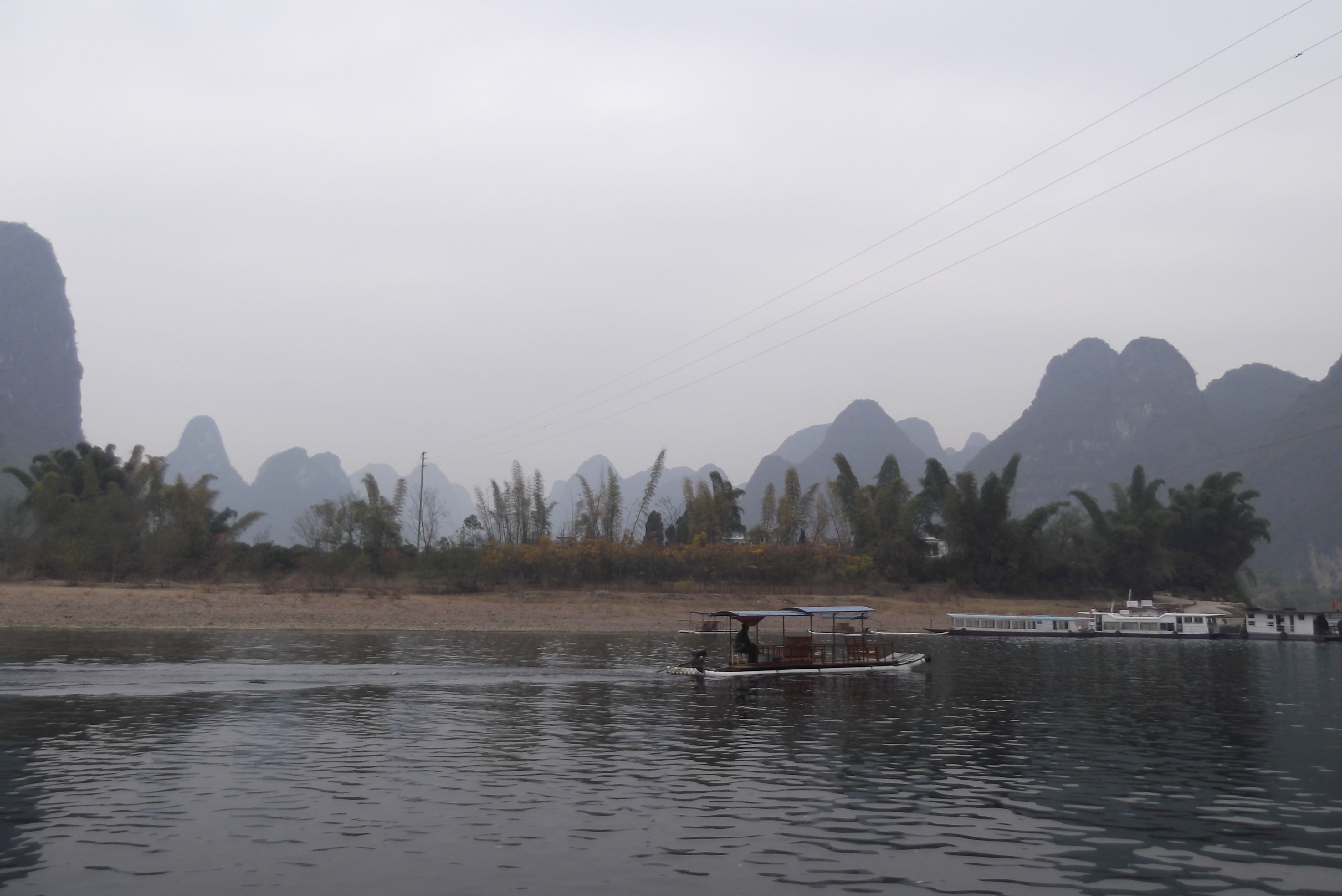
Lifloden

Floderna är mycket viktiga, inte minst för jordbrukarna och fiskarna. Men längs små orter främjar floderna också de kanaler som kineserna byggt upp, vilka i sin tur är viktiga när det gäller båttrafik exempelvis för transport. Dessa kanaler och system innebär alltså ingen större efterfrågan om motorfordon som bilar och bussar, vilket skulle bidra till ytterligare föroreningar. Men båtarna är samtidigt ett mycket billigare alternativ i ett land där väldigt få har råd att införskaffa ett fordon såsom buss eller bil.
Under tiotusentals år har dessa floder byggt upp de bördiga flodslätter där de flesta kineser bor idag. Floderna används även för bevattning i jordbruket, som många kineser lever av. För 50 år sedan var den konstbevattnade arealen tre gånger mindre än nu samtidigt som vattenbristen hotar. Denna vattenbrist som uppstår är delvis på grund av att grundvattnet sjunker genom bevattningen för jordbruket.
För att kunna beräkna hur stor en flod är räknar man oftast med hela ytan som upptas. Floderna Yangtze och Gula floden (Huang He) är de två allra största i landet. Tillsammans motsvarar flodområdet lite mer än 2 miljoner km².
Totalt finns det ungefär 50 000 floder och vissa av dem är mer utmärkande än andra. Ett exempel på en flod som gör sig utmärkt är Amurfloden. Amurfloden bildar tillsammans med en biflod, Ussuri, gräns mot Ryssland i de norra delarna av landet. Amur rinner vidare på ryskt landområde där den till sist mynnar ut.
Långt söderut vid Yunnan, sträcker sig floden Xi Jiang (Västra floden) upp igenom. Den mynnar ut vid storstaden Kanton genom en förening med floden Zhu Jiang (Pärlfloden). Många av Sydasiens stora floder rinner genom Kina, exempelvis Salween, Brahmaputra och Mekong.
Från jordbruk, städer och industrier släpps enorma mängder förorenat avloppsvatten ut i floderna. De viktigaste floderna, det vill säga de största, tar också emot stora mängder av andra typer av föroreningar bland annat gifter såsom cyanid och arsenik. Därmed minskar jordbruksproduktionen eftersom skördarna bevattnas med flodvattnet. Även fisket är en minskande faktor på grund av den höga giftkoncentration som fisken i landets floder innehåller. Miljöprogram har inletts eftersom man har börjat förstå vad dessa problem omfattar och ett exempel på ett sådant program är "China Agenda 21". Miljöproblemet med floderna och vattnet har lett till att bra dricksvatten inte finns tillgängligt för en fjärdedel av befolkningen.